# Luc Barraud
Luc Barraud, né le 4 octobre 1951 à Courant (Charente-Maritime), est un footballeur français. Il joue au poste de milieu de terrain.

## Biographie
Il évolue en Division 2 avec les clubs de La Rochelle, Rennes, Caen, et enfin Quimper.
Il dispute un total de 198 matchs en Division 2, inscrivant 24 buts.
Après avoir raccroché les crampons, il devient entraîneur adjoint à La Rochelle, et entraîneur en chef du modeste club amateur de Périgny.